# 小川正太郎
小川 正太郎（おがわ しょうたろう、1910年4月1日 - 1980年10月27日）は、大正末期から昭和初期にかけて活躍した日本の野球選手、新聞記者。
当時史上屈指の好投手として、またアマチュア球界の要職を務め、日本の野球人気の高揚に貢献した。

## 来歴・人物
大会初の連続優勝など当時中学球界随一の強豪であった和歌山県立和歌山中学校（現・和歌山県立桐蔭高等学校）在学中の5年間で8度甲子園の全国大会に出場した。快速球と「2階から落ちるような」と喩えられたカーブを武器に1926年（大正15年）夏第12回全国中等学校優勝野球大会の準決勝で8連続奪三振を記録。正太郎が達成した この記録は桐光学園・松井裕樹が更新するまで86年間破られなかった。また同大会では2度にわたって「全員奪三振」の大会記録を樹立。翌年1927年の第4回選抜中等学校野球大会でも優勝投手となり、優勝校に褒美として贈られた米国遠征でも1勝3敗1分の成績を収めた。なお、この遠征は日本での県予選と時期が重なったため和歌山中学は二軍を送り出したが、それでも予選を勝ち上がって夏の甲子園に出場を果たした（1927年の第13回全国中等学校優勝野球大会）。1928年の第5回選抜中等学校野球大会も決勝まで勝ち上がり準優勝。小川は「中学球界の麒麟児」と讃えられた。当時のメンバーに小川とバッテリーを組んだ島本義文（のち横浜高工→阪急）がいる。
小川は1929年に早稲田大学に入学（のち政治経済学部に進んだ）。この当時の早稲田は打線に人は得ているものの投手陣の力量が不足、慶應・明治の後塵を拝していた。そのため小川の入学は「再生の神の入来（にゅうらい）」などと救世主的な存在としてもてはやされた。周囲の期待に違わず、小川は初戦となる春季リーグ戦、対法政2回戦で延長12回を17奪三振で完封、華々しいデビューを飾ると、そのまま早稲田のシーズン全7勝中の4勝を挙げ、六大学史上初の全勝対決となった早慶戦でも宮武三郎に投げ勝ち、それまで向かうところ敵無しといわれた慶應の連勝を20で止めた。これにより「早稲田の至宝・小川」と「慶応の超ド級・宮武」が六大学で並び称せられることとなる。小川・宮武の対決は全国の注目を集め、キップを求める徹夜の列を作ったが、このような例は日本野球史上初めてとされる。早稲田はここでは慶應に優勝を譲ったが、秋に再び全勝同士（慶應8勝、早稲田5勝（対立教2回戦と明治戦を残していた）で早慶が激突、再び小川－宮武の対決が全国を沸かせた。試合は早稲田が2勝1敗で勝ち、小川は1回戦・3回戦で勝利投手となった。このように六大学発足以来しばらく戦力不均衡が続いた早慶が小川の加入により実力が拮抗、早慶戦の激闘は新国劇が舞台にした他、「早慶戦、見ましたか？」「早慶と誰が試合をしたんや？」というエンタツ・アチャコの漫才が古典となるなど、空前の国民的な熱狂を煽った。小川・宮武の早慶戦の全国的な熱狂は三原・水原の次代に受け継がれることとなる。

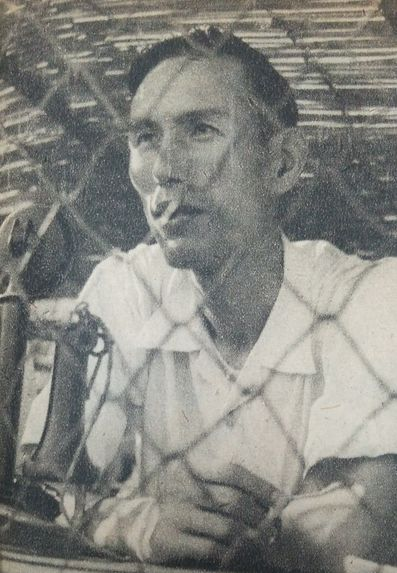
1947年の小川正太郎

しかし、小川の全盛は短かった。翌年に入ると胸部を患い春のリーグ戦中盤を欠場、1931年も春季リーグ戦に1試合投げたのみで入院し欠場、そのまま神宮の表舞台から姿を消してしまった。突然の離脱には中学時代からの登板過多や早稲田の猛練習による疲労から、また学生結婚をしたからなど諸説ある。リーグ通算19試合登板、13勝2敗。177cmという当時では群を抜く長身を生かして左腕から投げ込む流麗なフォームは「芸術品」といわれ、沢村栄治も手本にしたといわれる。その快速球は前述の実績が示すとおり威力抜群であった。活躍した期間は短かったものの、その足跡は鮮烈そのものであり、戦前の（そして戦後に続く）日本の野球人気を不動のものにした大功労者であった。
卒業後は毎日新聞社に進み大学野球の評論に健筆を揮ったほか、東京六大学野球連盟の記録員を務め、また1949年の日本社会人野球協会設立に参画し、理事・事務局長として社会人球界の発展に貢献した。また1955年から翌年にかけてのプロ・アマの野球規則の合同化にあたって編纂委員を務めた。こうした球界への貢献に対し、没後の1981年に特別表彰で野球殿堂入りした。